# Agrosoma nabima
Agrosoma nabima är en insektsart som beskrevs av Young 1977. Agrosoma nabima ingår i släktet Agrosoma och familjen dvärgstritar. Inga underarter finns listade i Catalogue of Life.